# Беляев, Михаил Алексеевич
Михаи́л Алексе́евич Беля́ев (23 декабря 1863 (4 января 1864), Санкт-Петербург — сентябрь 1918) — российский военачальник, генерал от инфантерии (1914). Последний военный министр Российской империи (январь—февраль 1917).

## Семья
Сын генерал-лейтенанта Алексея Михайловича Беляева (1831—1885).
Дворянский род Беляевых дал много военных. В частности, двоюродные братья М. А. Беляева — парагвайский военный деятель и герой Чакской войны Иван Тимофеевич Беляев, участник Первой мировой войны и учёный-металлург Николай Тимофеевич Беляев, участник русско-японской войны генерал Михаил Николаевич Беляев. Кроме того, двоюродная сестра Мария — вторая жена Александра Львовича Блока и, соответственно, мачеха поэта Александра Блока.

## Биография
Учился в 3-й Санкт-Петербургской классической гимназии. В 1886 году окончил Михайловское артиллерийское училище по 1-му разряду, откуда был выпущен подпоручиком в 29-ю артиллерийскую бригаду 29-й пехотной дивизии (Виленский военный округ). В 1887 году был переведён в лейб-гвардии 2-ю артиллерийскую бригаду тем же чином и старшинством. В 1893 году окончил Николаевскую академию Генерального штаба по первому разряду. С 26 ноября 1893 — старший адъютант штаба 24-й пехотной дивизии. С 15 января 1897 — обер-офицер для особых поручений при штабе 18-го армейского корпуса (Петербургский военный округ). С 8 декабря 1897 — столоначальник Главного штаба. С 1 декабря 1898 — младший делопроизводитель канцелярии военно-ученого комитета Главного штаба, с 17 апреля 1901 — старший делопроизводитель. С 11 мая по 9 октября 1902 — командир батальона лейб-гвардии Измайловского полка. С 1 мая 1903 — начальник отделения Главного штаба.

### Русско-японская война
Участник русско-японской войны 1904—1905. С 20 февраля 1904 — штаб-офицер для особых поручений при начальнике полевого штаба Наместника на Дальнем Востоке генерале Я. Г. Жилинском. С 30 ноября 1904 — и.д. начальника канцелярии полевого штаба 1-й Маньчжурской армии. Отличился в ряде боёв. С 13 августа 1905 — начальник канцелярии штаба Главнокомандующего на Дальнем Востоке. За боевые отличия награждён Золотым оружием (1907).
С 5 декабря 1906 — начальник отделения Главного штаба. Генерал-квартирмейстер Главного штаба (с 17 марта 1909). С 31 декабря 1910 года — начальник отдела по устройству и службе войск Главного управления Генерального штаба (ГУГШ). Одновременно с 20 марта 1909 года являлся постоянным членом Главного крепостного комитета.

### Первая мировая война

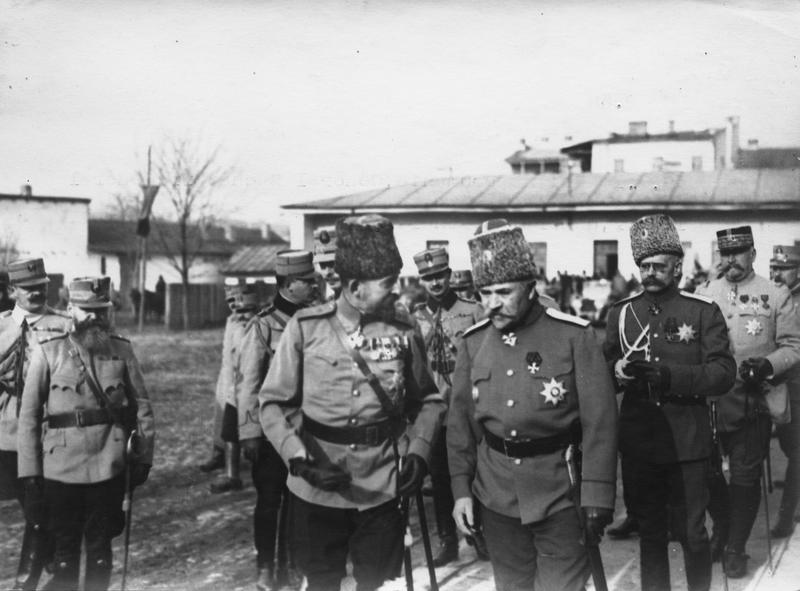
Король Румынии Фердинанд I, генерал В. В. Сахаров, генерал М. А. Беляев и генерал А. Бертло в Бузау

После проведения мобилизации 01.08.1914 назначен и.д. начальника Генерального штаба (утверждён в должности 02.04.1916). 23 июня 1915 года стал одновременно помощником военного министра А. А. Поливанова. Отвечал за подготовку пополнений и обеспечение войск вооружением. Со 2 апреля 1916 года — и. о. начальника Генерального штаба. 10 августа 1916 года снят с поста начальника Генштаба и назначен членом Военного совета и представителем русского командования при румынской Главной квартире. С 3 января 1917 года — военный министр; назначен по выбору императрицы Александры Фёдоровны за верность трону. По должности военного министра являлся председателем Особого совещания для обсуждения и объединения мероприятий по обороне государства. За короткий срок пребывания на посту военного министра никак себя не проявил.

### После революции
Во время Февральской революции пытался организовать подавление беспорядков, вместе с С. С. Хабаловым 27 февраля объявил Петроград на военном положении, просил организовать присылку с фронта верных частей. Уничтожил большое количество секретных документов. Арестован 1 марта 1917 года. Находился в заключении в Петропавловской крепости. Официально уволен со службы приказом Временного правительства от 2 апреля 1917 года (уволенным считался с 2 марта 1917 года). Вскоре освобождён. По постановлению Временного правительства от 1 июля 1917 года вновь арестован. Допрашивался Чрезвычайной следственной комиссией Временного правительства, безуспешно пытавшейся обвинить Беляева в злоупотреблениях. Виновным себя не признал.
После Октябрьской революции освобождён. Участия в общественной деятельности не принимал. В 1918 году арестован органами ЧК и расстрелян.

## Современники о М. А. Беляеве
Протопресвитер о. Г. И. Шавельский, Воспоминания последнего протопресвитера Русской армии и флота. — Нью-Йорк: изд. им. Чехова, 1954, том II, гл. III:

Все считали его трудолюбивым, исполнительным, аккуратным, но лишенным Божьего дара, острого и широкого кругозора работником, часто мелочным и докучливым начальником. Таким он остался и до последнего времени. В военные министры он, конечно, не годился.

Беляева, будущего военного министра, я знал по маньчжурской войне. Там ему, полковнику генерального штаба, не нашли лучшего применения, как заведовать полевым казначейством. Он привозил нам из тыла кипы желтых рублевых бумажек — наше жалованье: бумажки мы прозвали «чумизой», а Беляева — «мертвой головой» из-за его лысого и лишенного всякой жизни черепа. Как я мог предполагать, что именно этому усердному кабинетному работнику, давно оторванному от армии и военной жизни, суждено будет сделать столь блестящую карьеру?! — Игнатьев А. А. Пятьдесят лет в строю. Книга III, глава 9. — М.: Воениздат, 1986. — С. 381. — ISBN 5-203-00055-7.

## Чины
- Подпоручик (1886, ст. 14.08.1884)
- Подпоручик лейб-гвардии (ст. 11.08.1886)
- Поручик (30.08.1890, ст. 11.08.1890)
- Штабс-капитан гвардии (ст. 20.05.1893)
- Капитан (26.11.1893)
- Подполковник (ст. 05.04.1898)
- Полковник (ст. 14.04.1902)
- Генерал-майор (ст. 13.04.1908)
- Генерал-лейтенант (пр. 06.12.1912; ст. 06.04.1914)
- Генерал от инфантерии (пр. 06.12.1914; ст. 26.03.1920)

## Награды
Российские:
- Орден Святого Станислава 3-й степени (06.12.1895)
- Орден Святой Анны 3-й степени (06.12.1899)
- Орден Святой Анны 2-й степени с мечами (10.08.1904)
- Орден Святого Владимира 4-й степени с мечами и бантом (27.03.1905)
- Золотая сабля с надписью «За храбрость» (10.02.1907)
- Орден Святого Владимира 3-й степени (31.12.1907)
- Орден Святого Станислава 1-й степени (18.04.1910)
- Орден Святой Анны 1-й степени (06.12.1913)
- Орден Святого Владимира 2-й степени (22.03.1915)
- Орден Белого орла (10.04.1916)

Иностранные:
- Командорский крест ордена Почётного Легиона (Франция, 1915)
- Орден Льва и Солнца 2-й степени (Персия, 1901)
- Орден Золотой Звезды с алмазами (Бухарский эмират, 1910)
- Орден Двойного Дракона 2-й степени 3-го класса (Империя Цин, 1911)
- Орден Такова 3-й степени (Сербия, 1901)
- Командорский крест ордена Меча (Швеция, 1901)
- Орден Священного Сокровища 3-й степени (Япония, 1902)
- Орден Короны 2-го класса (Пруссия, 1903)